# Robert Malcolm Ward Dixon
Robert Malcolm Ward Dixon (ur. 25 stycznia 1939 w Gloucester) – profesor językoznawstwa i kierownik Centrum Badań nad Typologią Językową Uniwersytetu La Trobe w Melbourne.
Dixon zajmował się wieloma dziedzinami teorii i metodologii językoznawstwa, najbardziej znany jest jednak ze swojej pracy nad językami australijskimi. Autor gramatyk diyrbal i jidinj oraz nieaustralijskich języków fidżyjskiego boumaa i dżarawary. Wnioski, do których doszedł badając języki australijskie, sprawiły, iż odrzucił standardowy model drzewa genealogicznego na rzecz modelu punktualistycznego, opartego na koncepcji o tej samej nazwie, w biologii ewolucyjnej, który to wyłożył w The Rise and Fall of Languages. Jest autorem kilku innych książek m.in.: Australian Languages: Their Nature and Development oraz Ergativity. Oprócz publikacji naukowych, w 1983 r. wydał wspomnienia ze swojej wczesnej pracy w Australii, zatytułowane Searching For Aboriginal Languages. Książka dawała pogląd na sposób zbierania materiałów do pracy naukowej w tym czasie oraz interesujące spojrzenie na szokujący sposób, w jaki traktowano ludy aborygeńskie do lat 60. XX wieku.